# 兰州高新技术产业开发区
兰州高新技术产业开发区位于甘肃省兰州市，是1991年经国务院批准建立的国家高新技术产业开发区，规划面积182.77平方公里。

## 经济情况
2015年，兰州高新技术产业开发区实现营业总收入561亿元，比上年增长10.1%；地区生产总值179亿元，增长10.1%；工业增加值136亿元，增长9.01%；固定资产投资130亿元，增长18.36%；进出口总额1.31亿美元，增长8%；招商引资159亿元，增长12.4%。。